# Villach-Auen
Villach-Auen je naselje Statutarnega mesta Beljak na Koroškem v Avstriji.